# Vatnajökull-Nationalpark
Der Vatnajökull-Nationalpark (isl. Vatnajökulsþjóðgarður) ist einer von drei Nationalparks in Island. Er schließt den kompletten Gletscher Vatnajökull und die ausgedehnten angrenzenden Gebiete mit ein. Sie bestehen unter anderem aus dem ehemaligen Skaftafell-Nationalpark im Südwesten und dem ehemaligen Jökulsárgljúfur-Nationalpark im Norden.
Generell sind Nationalparks geschützte Gebiete, welche aufgrund ihrer Natur oder ihres kulturellen Erbes als einzigartig angesehen werden. Die Einzigartigkeit des Vatnajökull-Nationalparks liegt hauptsächlich in seiner großen Vielfalt an landschaftlichen Besonderheiten, welche durch eine Kombination aus Flüssen, Gletschern, Vulkanismus und geothermaler Aktivität entstanden sind.

## Geschichte
Der Vatnajökull-Nationalpark wurde am 7. Juni 2008 gegründet. Bei seiner Gründung schloss der Park eine Fläche von 12.000 km² ein. Seit seiner Erweiterung um Lakagígar, Langisjór und Krepputunga beinhaltet der Park nun 14.200 km², oder 14 % der Landfläche Islands, was ihn zu Europas zweitgrößtem Nationalpark macht. Nur der Nationalpark Jugyd Wa in Russland überbietet ihn noch an Fläche.
Am 25. Juni 2017 wurde der Nationalpark um weitere 189 km² vergrößert. Der Jökulsárlón sowie Teile vom Fjallsárlón und Breiðamerkursandur wurden von der Umweltministerin Björt Ólafsdóttir unter Schutz gestellt.
Im Jahr 2019 wurde der Park von der UNESCO zum Weltnaturerbe erklärt.

## Geographie und Geologie
Der Vatnajökull ist mit einer Oberfläche von 8.100 km² Europas größter Gletscher. Die durchschnittliche Dicke des Eises liegt zwischen 400 und 800 m, an der dicksten Stelle ist das Eis 950 m mächtig. Das Gletschereis bedeckt eine Vielzahl von Bergen, Tälern und Plateaus. Es bedeckt sogar einige aktive Zentralvulkane, von denen der Bárðarbunga der größte und der Grímsvötn der aktivste Vulkan ist. Die Eismassen erstrecken sich von über 2000 m über dem Meeresspiegel bis zu 300 m unter dem Meeresspiegel. Nirgendwo anders in Island, außer auf dem Mýrdalsjökull Gletscher, fällt so viel Niederschlag oder fließt so viel Wasser ins Meer wie auf der Südseite des Vatnajökull. Tatsächlich ist momentan so viel Wasser im Vatnajökull gespeichert, dass Ölfusá, Islands Fluss mit dem größten Wasservolumen, über 200 Jahre brauchen würde, um diese Wassermenge ins Meer zu transportieren.
Die Landschaft, die den Gletscher umgibt, ist sehr abwechslungsreich. Im Norden wird das Hochlandplateau von Gletscherflüssen durchzogen, welche im Sommer stark anschwellen. Die Vulkane Askja, Kverkfjöll und Snæfell beherrschen dieses Gebiet, ebenso wie der vulkanische Tafelberg Herðubreið. Vor langer Zeit schnitten gewaltige Gletscherfluten die Jökulsárgljúfur Schlucht in den nördlichen Teil dieses Plateaus. Der mächtige Wasserfall Dettifoss donnert immer noch in das obere Ende dieser Schlucht, während die pittoresken Landschaften bei Hljóðaklettar und die hufeisenförmigen Klippen von Ásbyrgi weiter nördlich zu finden sind.
Weitläufige Sumpfgebiete und ausgedehnte Bergketten heben die Gebiete um den Gletscher und weiter östlich um Snæfell hervor. Diese Gebiete sind ein wichtiger Lebensraum für Rentiere und Kurzschnabelgänse.
Die Südseite des Vatnajökull wird durch viele hohe, majestätische Bergkämme charakterisiert, zwischen denen Gletscherzungen bis in die Täler hinabfließen. Der südlichste Teil des Gletschers bedeckt den Zentralvulkan Öræfajökull und Islands höchsten Berggipfel, den Hvannadalshnjúkur. Geschützt durch die hohen Eismassen, überblickt die bewachsene Oase von Skaftafell die schwarzen Sande, welche westlich von dem Fluss Skeiðará abgelagert wurden. Diese Sande bestehen hauptsächlich aus Asche, welche von den häufigen Eruptionen des Grímsvötn stammt und von sogenannten jökulhlaups, Gletscherläufen, in Richtung Küste transportiert werden.
Im Süden des Vatnajökull-Nationalparks befindet sich der Morsárfoss, der höchste Wasserfall Islands. Etwas westlich davon erheben sich die Skaftafellsfjöll. 
Der Westen von Vatnajökull wird ebenfalls im Wesentlichen von vulkanischen Aktivitäten beherrscht. Dort fanden zwei der weltgrößten Spaltenbildungen und Lava-Eruptionen in historischer Zeitrechnung statt: bei Eldgjá (934) und Lakagígar (1783–1784). Vonarskarð, nordwestlich des Gletschers, ist eine farbenprächtige, wohltemperierte Gegend und stellt eine Wasserscheide zwischen Nord- und Südisland dar.

## Klima

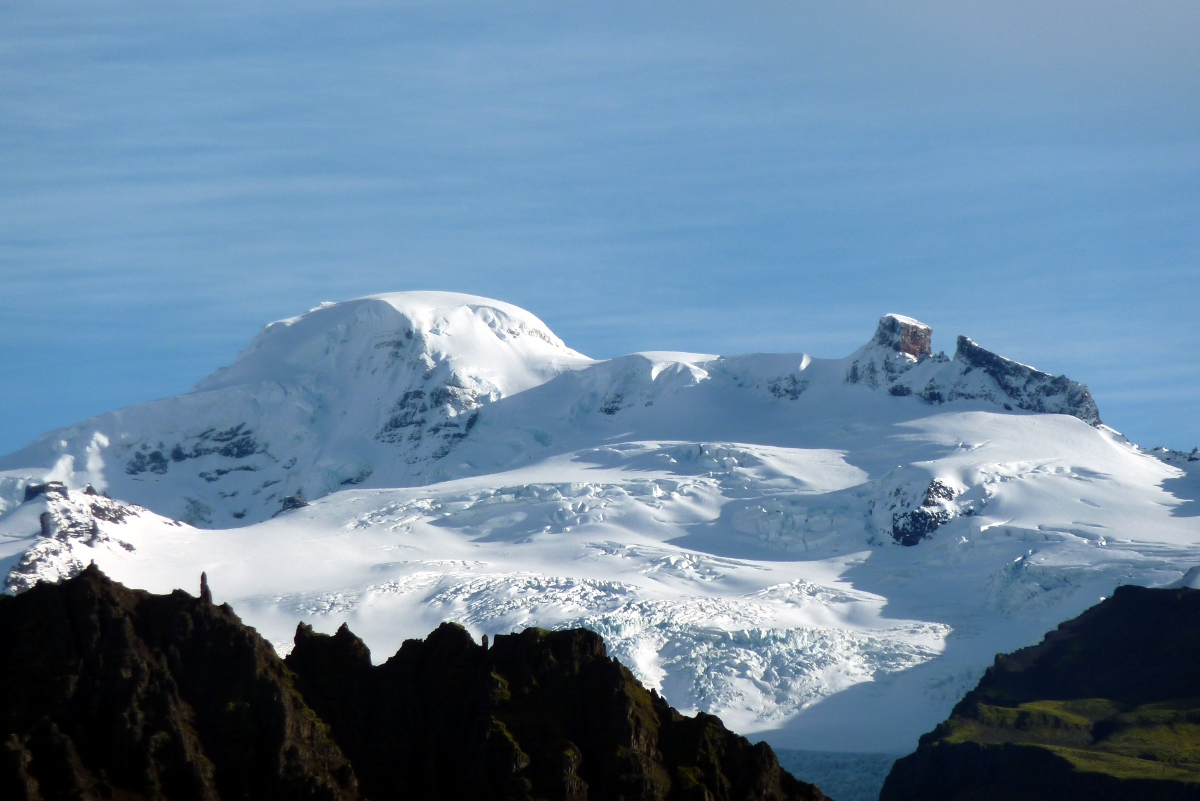
Öræfajökull mit seinem höchsten Gipfel Hvannadalshnjúkur, von Skaftafell aus

Das Wetter kann sich in einer so großen Fläche wie der des Nationalparks beträchtlich unterscheiden, zumal ein großer Höhenunterschied vorliegt.
Der Niederschlag in den niedrigeren Gebieten südlich der Vatnajökull Eiskappe variiert zwischen 1.000 mm und 3.000 mm pro Jahr. Die Temperaturen schwanken zwischen 10 °C und 20 °C im Sommer, während die Winter eher mild ausfallen (das Thermometer fällt selten unter −10 °C und die Temperatur liegt oft deutlich über dem Gefrierpunkt).
Auf den Bergen und der Eiskappe selbst kann der jährliche Niederschlag 4.000 bis 5.000 mm erreichen, der größte Teil fällt dabei als Schnee. Die Dicke der Schneedecke auf Öræfajökull kann nach einem niederschlagsreichen Winter zwischen 10 und 15 m betragen. Ein Teil des Schnees schmilzt, während der übrige Schnee das Gletschereis bildet. Dieser Vorgang findet überall oberhalb der Schneefallgrenze auf der Vatnajökull-Eiskappe statt.
Die Temperaturen auf dem südlichen Teil der Eiskappe liegen fast immer unter der Nullgradgrenze und können im Winter auf bis zu −20 °C oder −30 °C fallen. Da starke Winde und Stürme normal sind, muss der Windfaktor mit eingerechnet werden. Wind kann eine essentielle Auswirkung auf Outdoor-Aktivitäten haben, selbst wenn die vorherrschende Lufttemperatur sonst relativ hoch ist.
Je weiter man nach Norden hinter die Eiskappe kommt, desto geringer ist der jährliche Niederschlag. Nordöstlich der Eiskappe fällt er auf 350 bis 450 mm pro Jahr, was den niedrigsten Niederschlag in Island darstellt. Der Niederschlag steigt wieder näher an der Nordküste und in Teilen des Hochlandes um Askja. Die Temperatur kann bei klaren und windstillen Tagen im Winter relativ stark sinken.
Südwinde führen generell zu wenig oder keinem Niederschlag im Norden, was mit höheren Temperaturen einhergeht. Nordwinde bringen Wolken mit sich, was zu kälterem und feuchterem Wetter im Norden des Landes führt, wohingegen der Süden sonniger und milder bleibt. Das Gleiche gilt für West- oder Südwestwinde, welche dem Osten wärmeres Wetter bescheren. Das Gegenteil ist der Fall, wenn der Wind aus Osten kommt: er führt zu Kälte und Niederschlag im Osten und zu besserem Wetter im Westen Islands. Dies ist das Ergebnis des Föhnwindes: feuchte, kalte Luft steigt in der Nähe des Hochlands auf, kondensiert und fällt als Regen über dem Hochland ab, während wärmere, trockenere Luft an der anderen Seite ins Tal hinabfällt. Der Temperaturunterschied kann 10 °C oder mehr betragen.

## Dienstleistungen

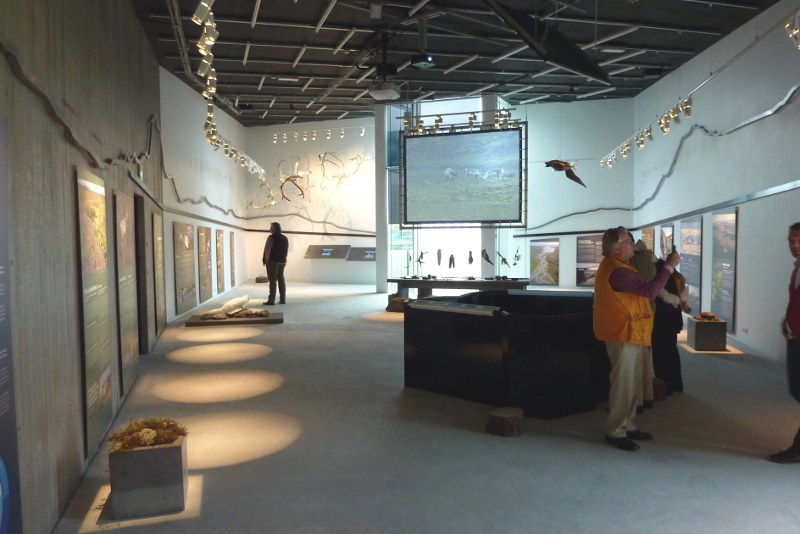
Snæfellstofa ist Vatnajökull-Nationalparks neuestes Besucherzentrum

Der Vatnajökull-Nationalpark ist in vier Gebiete aufgeteilt, welche jeweils einzeln verwaltet werden. Das nördliche Gebiet besteht aus dem nordwestlichen Teil des Vatnajökull, der Askja Caldera und ihrer Umgebung, der Jökulsárgljúfur-Schlucht und Teilen des Jökulsá-á-Fjöllum-Flusstales. Ein Besucherzentrum und ein Zeltplatz sind in Ásbyrgi zu finden, ein weiterer Zeltplatz ist bei Vesturdalur.
Das östliche Gebiet schließt neben dem Kverkfjöll-Gebirge und dem nordöstlichen Teil des Vatnajökulls auch Ausläufer des Snæfellsöræfi mit ein. Ein Besucherzentrum befindet sich in Skriðuklaustur.
Das südliche Gebiet erstreckt sich durch den südöstlichen Teil des Vatnajökulls, oder von den Lómagnúpur-Bergen im Westen nach Lón und Lónsöræfi im Osten. Ein Besucherzentrum und ein Zeltplatz liegen in Skaftafell. Ferner kooperieren Informationszentren in Höfn, Hoffell, Hólmur und Skálafell mit der Nationalparkverwaltung.
Das westliche Gebiet erstreckt sich durch den südwestlichen Teil des Vatnajökulls und weite Gebiete außerhalb des Gletschers, inklusive der Lakagígar-Krater und Langisjór. Ein Informationszentrum befindet sich in Kirkjubæjarklaustur, es wird gemeinschaftlich vom Nationalpark und der örtlichen Gemeinde geführt.

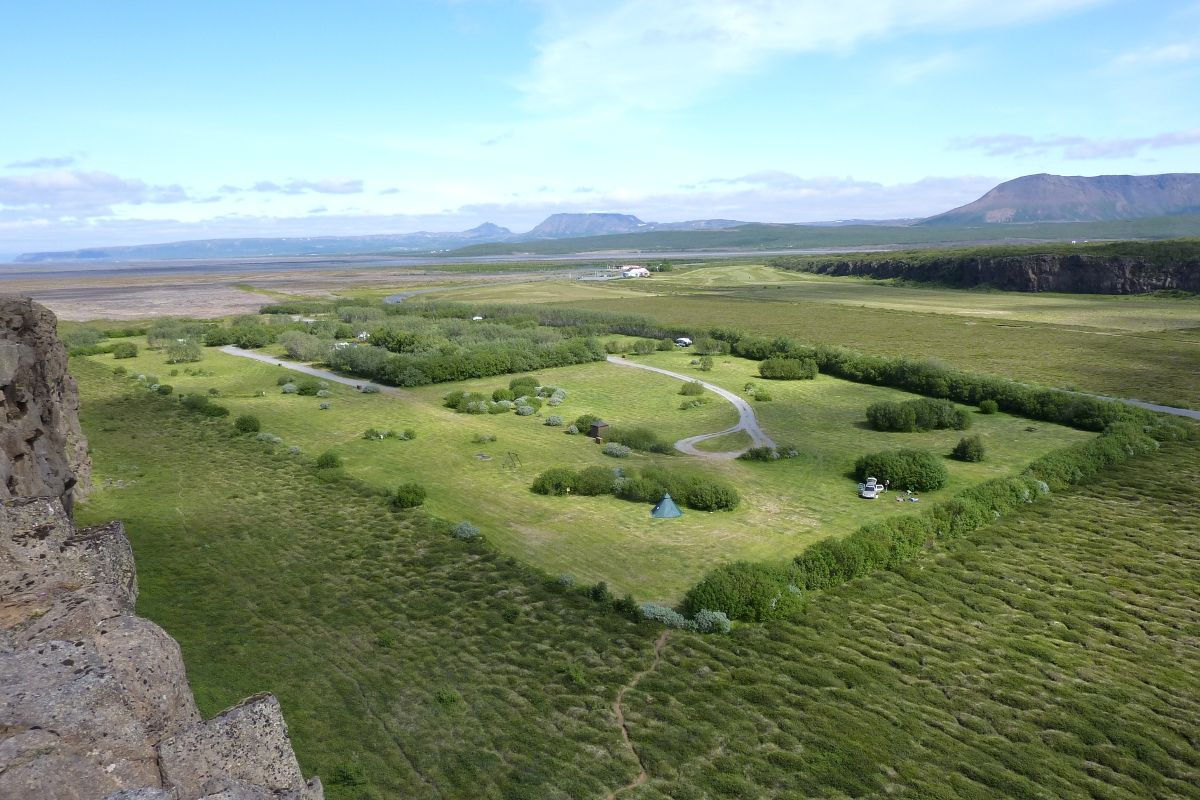
Ásbyrgi-Zeltplatz

Das Besucherzentrum in Skaftafell ist ganzjährig geöffnet. Die Zentren in Ásbyrgi und Skriðuklaustur sind von Anfang Mai bis September offen, können auf Anfrage jedoch auch im Winter geöffnet werden. Es gilt jedoch zu beachten, dass die meisten Teile des Nationalparks im Hochland im Winter nicht zu erreichen sind.
Mitarbeiter des Nationalparks führen Kontrollen durch und bieten Lehrangebote im Hochland an. Die Öffnungszeiten der Zentren variieren von Gebiet zu Gebiet, wobei die ersten Mitarbeiter ins Hochland fahren, sobald die Hauptstraßen frei sind. Dies ist ungefähr Mitte Juni der Fall, sie verlassen das Gebiet gegen Ende September.
Während des Sommers bieten die Mitarbeiter kurze Wanderungen mit Schwerpunkt auf der Naturkunde an. Von Mitte Juni bis Mitte August führen sie täglich interaktive Wanderungen in Àsbyrgi und Skaftafell durch. Im Hochland dagegen bieten die meisten Standorte tägliche Wanderungen von Anfang Juli bis Mitte August an.